# 全国民主大会

全国民主大会标志

全国民主大会旗帜

全国民主大会（缩写为NDC）是加纳的一个中间偏左的社会民主主义政党。该党成立于1992年7月28日，由杰里·罗林斯创建。该党是社会党国际的正式成员和进步联盟的参加者。